# Black Eyes
Black Eyes — американський пост-панк гурт із Вашингтона, округ Колумбія.
Гурт існував із серпня 2001 року по березень 2004 року та розпався за два місяці до виходу свого другого альбому, Cough.
У 2022 році гурт возз'єднався, щоб відсвяткувати 20-річчя свого однойменного дебютного альбому, Black Eyes, оголосивши про перевидання альбому у 2023 році та про перші за 19 років виступи наживо.

## Склад гурту
- Ден Калдас (Dan Caldas) — барабани, бас, вокал,
- Деніел Мартін-МакКормік (Daniel Martin-McCormick) — гітара, вокал,
- Х'ю МакЕлрой (Hugh McElroy) — бас, клавішні, вокал,
- Джейкоб Лонг (Jacob Long) — бас, гітара, вокал,
- Майк Канін (Mike Kanin) — барабани, вокал.[5]

## Історія
Гурт Black Eyes утворився у серпні 2001 року, хоча більша частина учасників гурту раніше грала разом у гуртах Trooper та the No-Gos.
У 2002 році Black Eyes випустили сингл Some Boys/Shut Up, I Never (7" вінілова платівка, лейбл Ruffian Records) та мініальбом розділений з гуртом Early Humans (7" вінілова платівка, рекорд-студія Planaria Recordings); останній включає трек «Have Been Murdered Again», ранню версію «Someone Has His Fingers Broken».
Однойменний дебютний альбом, Black Eyes, був випущений у 2003 році, на лейблі Dischord Records; більшість треків містять фірмовий подвійний вокал гурту (від бас-гітариста Г'ю Макелроя та гітариста Деніела Мартіна-Маккорміка) і дві повні барабанні установки.
Після виходу альбому Black Eyes, басист Джейкоб Лонг почав самостійно вчитися грі на саксофоні, і почав грати на саксофоні на наступних концертах і студійних записах гурту.
Гурт Black Eyes здійснив тривале турне разом з гуртом Q and Not U.
Після виступу в клубі The Black Cat, у Вашингтоні, на піку своєї популярності, гурт Black Eyes розпався. Це сталось всього за два місяці до виходу їхнього другого альбому, Cough. У цьому альбомі до складу міксу увійшов саксофон і він більше покладався на імпровізацію, просуваючись далі на територію фрі-джазу.
Після розпаду гурту, учасники продовжили роботу над іншими проєктами, зокрема Ital, Earthen Sea, Marriage, Hand Fed Babies, Sentai, Mi Ami.
МакЕлрой продовжив працювати над релізами на власному DIY (Do it yourself, зроби це сам) лейблі Ruffian Records, а Канін заснував On Repeat, суб-лейбл Astral Spirits.
15 листопада 2022 року було оголошено, що Black Eyes возз'єднаються та дадуть серію з трьох концертів у квітні 2023 року, щоб відсвяткувати 20-ту річницю свого дебютного однойменного альбому.
Разом із перевиданням альбому Black Eyes, гурт також випустив раніше не опубліковані демозаписи та записи репетицій наживо, а також аматорський журнал (так званий fanzine) під назвою Speaking In Tongues: Black Eyes 2001—2004.

## Дискографія
Альбоми
- Black Eyes (Dischord, 2003)[9][21]
- Cough (Dischord, 2004)[10][22]

| Альбом Black Eyes, список треків: 1. «Someone Has His Fingers Broken» 2. «A Pack of Wolves» 3. «Yes, I Confess» 4. «On the Sacred Side» 5. «Nine» 6. «Speaking in Tongues» 7. «Deformative» 8. «King's Dominion» 9. «Day Turns Night» 10. «Letter to Raoul Peck» | Альбом Cough, список треків: 1. «Cough, Cough» 2. «Eternal Life» 3. «False Positive» 4. «Drums» 5. «Scrapes and Scratches» 6. «Fathers of Daughters» 7. «Holy of Holies» 8. «Commencement» 9. «Spring Into Winter» 10. «Another Country» 11. «Meditation» |